# スパカン!
『スパカン!』は、文化放送で毎週金曜日22:00 - 24:00（JST）に放送されていた音楽ラジオ番組。
前身の番組である『TOYOTA SUPER COUNTDOWN 50』（トヨタ スーパーカウントダウン・フィフティ）・『FRIDAY SUPER COUNTDOWN 50』（フライデースーパーカウントダウン・フィフティ）も本項で述べる。番組タイトルはこれらの愛称「スパカン」からとったものであった。

## 番組タイトルの変遷
- 『TOYOTA SUPER COUNTDOWN 50』
  - 1990年10月14日 - 1994年4月3日 日曜13:00 - 16:30
- 『斉藤一美のとんカツワイド FRIDAY SUPER COUNTDOWN 50』
  - 1994年4月15日 - 1997年4月4日 金曜21:40 - 24:00
- 『FRIDAY SUPER COUNTDOWN 50』
  - 1997年4月11日 - 2012年3月30日 金曜21:30 - 24:00（ネット局は22:00開始）
- 『スパカン!』
  - 2012年4月6日 - 2013年9月27日 金曜21:30 - 24:00（ネット局は22:00開始）
  - 2013年10月4日 - 2015年3月27日 金曜22:00 - 24:00

## 歴代パーソナリティ
| 期間       | 期間      | 男性                      | 女性         |
| ---------- | --------- | ------------------------- | ------------ |
| 1990.10.14 | 1994.4.3  | 竹内靖夫                  | 井上みよ     |
| 1994.4.15  | 1997.4.4  | 斉藤一美                  | あまのゆうこ |
| 1997.4.11  | 2006.3.31 | 田中雄望 （現：田中雄介） | 吉田涙子     |
| 2006.4.7   | 2008.3.28 | 甲斐真里                  | 遠藤里沙     |
| 2008.4.4   | 2009.3.27 | K太郎 （砂山圭大郎）      | 遠藤里沙     |
| 2009.4.4   | 2010.7.30 | K太郎 （砂山圭大郎）      | 濱本りか     |
| 2010.8.6   | 2012.3.30 | K太郎 （砂山圭大郎）      | 石田絵里奈   |
| 2012.4.6   | 2014.3.28 | ムロツヨシ                | -            |
| 2014.4.4   | 2015.3.27 | ムロツヨシ                | 大島麻衣     |

### 備考
- 竹内、斉藤、吉田、遠藤、K太郎（砂山）、濱本、石田は文化放送アナウンサー（斉藤、K太郎以外は当時）
- 田中が病気のために欠席した際、ピンチヒッターとして、文化放送アナウンサーの太田英明が担当したことがあった。
- 甲斐はレギュラー降板後、K太郎が欠席した2009年3月20日にも担当している。
- 石田は体調不良のため、2011年（平成23年）3月18日放送分を欠席しその時は、K太郎1人で担当かつ、東日本大震災発生の翌週のためランキング発表も休止。同年7月29日・10月7日放送分は休暇のため、当時『ラジオふるさと便』アシスタントの青柳まゆみが担当した。

## 内容
リスナーから募集したEメールによるリクエストを中心に、オリコンランキングを交え、最新J-POPチャートを50位から1位までランキング形式で紹介する。2008年5月以降、首都圏のAMラジオ局に於いて、ベスト10も全曲フラッシュ形式ではなく時間を割いてJ-POPチャートを紹介している唯一の番組であった。CDもしくは配信での発売前でも、曲が放送できる状況にあればランキング入りの対象となる。

金曜日移行後の1994年4月から2004年6月までは、電話に加えてFAX・ハガキでのリクエストもランキング集計の対象となっていた。同番組の前身番組『決定!全日本歌謡選抜』よりもさらに歴史の古い『全国歌謡ベストテン』が打ち切られた1997年（平成9年）10月改編から、同番組を制作していた火曜会ネットワーク34局の総合ランキングも選考対象となり、『全国歌謡ベストテン』の直接の後継番組『SUPER COUNTDOWN 10』は本番組で決まったランキングの上位10曲のみを放送する録音番組の形式となった。2006年4月改編で『SUPER COUNTDOWN 10』が終了し『J-Hits COUNTDOWN』にリニューアルした後も、2008年4月改編まで利用された。
本番組のランキングはリクエスト中心であるため、後述するようにリクエストの集票能力が高いジャニーズ事務所所属の歌手が圧倒的に強くなる傾向にあり、ジャニーズの曲を中心にCD発売前にもかかわらず1位を取ったり、セールスが不振だった曲にもかかわらず数週間1位になったり、ミリオンセラーになった曲が最高で3ヶ月に渡って1位をキープする事も頻出するなどしていた。ジャニーズに限らず、文化放送でレギュラー番組を持っていたアイドルの楽曲が上位、長期間ランク入りする傾向もあり、特に『TOYOTA SUPER COUNTDOWN 50』では、全盛期だった光GENJIとメジャーデビューしたばかりのSMAPのジャニーズ陣営に、一時本番組の直前枠で放送された『5カラットのロマンス』のCoCoが対抗するという構図が事実上のメインストーリーと化していた。
後述する12月の年間ベスト50発表週を除く放送日の20時からEメールと2010年4月改編までは電話もリクエストを受け付け、リクエストしたすべてのリスナーの中から抽選で10名に3000円分の音楽ギフトカード、スペシャルウィーク期間中は抽選で10名に現金1万円、20名に3000円分の音楽ギフトカードがプレゼントされる。その後は現金1万円が3名へ、さらにリクエストしたアーティストのノベルティグッズが5名へのプレゼント、スペシャルウィーク期間中は抽選で10名に現金1万円、20名にリクエストしたアーティストのノベルティグッズをプレゼントとなった。毎週リクエストを紹介されたリスナー全員に、番組特製のステッカーとその週のトップ50を掲載したチャート表がプレゼントされる。
月 - 木曜の同時間帯ワイド番組『レコメン!』と比較して、CM回数・本数は最小限にとどめられており、23時の時報CMや時報音も流れずにいわゆる、時報（定時）またぎ状態で進行された。秋田放送が22時に飛び乗るため22時にオープニングが追加された。以前は、月 - 金曜でのスポンサーも多く存在したが、末期は2社程度となっていた。1999年1月から2001年12月には日本マクドナルド提供の「マクドナルドベスト10」のコーナーも放送されていた。
番組内では触れられていないが、同局のポッドキャストサービス「Podcast QR」にて、本番組の毎週のベスト10とランダムで選ばれた過去のヒットチャートベスト10を紹介していた。

### タイムテーブル
4〜10月のナイター延長に伴う遅れスタートの場合でも、終了時刻は変更されないため、この限りではない。
『スパカン!』（2012年春改編 - 2013年秋改編）
- 21:30：オープニング
- 21:40頃：今週のムロツヨシ

ムロが、この一週間の中で起こった出来事などを自由にトークする。
- 22:00：改めてオープニング（秋田放送・ラジオ福島はここから飛び乗り）
- 22:10頃：今週のゲスト

ゲストコーナー。毎週アーティストをゲストに迎えてトークする。
- 22:35頃：今週のリスナーランキング

毎回様々なテーマを決め、リスナーからの投票でランキングを作り、発表する。
- 22:50頃：今週のカウントダウン 20位〜4位カウントダウン

CDシングル・アルバム、音楽DVDの売り上げ、着うたなどのダウンロード数や、SNSなどでの注目度を合わせて作られた番組オリジナルの音楽チャートベスト20を発表する。
- 23:20頃：今週のお友達

ゲストコーナー。ムロの友人をゲストに迎えてトークする。また、このコーナーに登場したゲストがその後引き続き登場し、ランキング上位の曲紹介をすることもある。
- 23:50頃：今週のカウントダウン 3位〜1位カウントダウン
- 23:55頃：エンディング

『FRIDAY SUPER COUNTDOWN 50』（ - 2012年春改編）
- 21:30：オープニング 〜先週のトップ10フラッシュ&現在のリクエスト集計状況〜
- 21:35：〜発売前の新曲から〜

イントロに乗らず、曲をフルコーラスで演奏する。ここで紹介した曲が、翌週のトップ50初登場曲となっている場合が多い。
- 21:47：レコチョク ウィークリー・ランキング

携帯電話向け音楽ダウンロードサイト「レコチョク」の各サイトでのダウンロード数を集計した週間ランキングのトップ10と、その中から1曲紹介する。
- 21:50：Myojoインフォメーション（最新号発売週のみ）

月刊アイドル雑誌『Myojo』最新号の紹介、発売前の新曲から1曲紹介する。
- 21:55：〜引き続き、発売前の新曲から〜
- 22:00：オープニング 〜午後9時半時点のリクエスト集計状況〜（秋田放送はここから飛び乗り）
- 22:02：リクエスト締め切り前の1曲
- 22:07：〜リクエスト締め切り告知〜
- 22:08：オリコンスタイル シングルセールス・デイリーチャート トップ10

放送当日のオリコン・シングルセールスチャートから、トップ10をフラッシュで紹介する。
- 22:10：〜今週のベスト50〜

50位〜21位はフラッシュで紹介する。
- 22:30：〜今週のベスト20〜

20位〜11位はイントロ乗りで曲紹介、1コーラスで演奏する（初登場曲、上昇曲はフルコーラスの場合あり。イントロの無い曲は先に曲紹介をする）。
- 23:00：〜今週のベスト10〜

10位〜1位はイントロ乗りで曲紹介、フルコーラスで演奏する。
- 23:53：エンディング 〜今週のプレゼント当選者発表

翌年年始を含む年の最終週には「年間ベスト50」として年間で上位にランクされた50曲を番組開始後すぐにカウントダウンする。そのためこの週のみEメールリクエストは行われない。2011年は秋田放送の開始時間に連動して、22時過ぎからの発表となった。年間ランキングは、レギュラーチャート（週間ランキング）の順位を1位が50p、2位が49p、3位が48p…50位が1pと換算し、年間通算で獲得したポイント数（同点の場合は同順位となる）により決定され、後述する1000回分のベスト50でも同じ決定方式である。1994年は12月23日に、1999年・2004年は12月24日に、2003年は2004年1月2日に発表した。

## 番組の歴史

### TOYOTA SUPER COUNTDOWN 50時代
1976年（昭和51年）4月改編開始の『決定!全日本歌謡選抜』が全面リニューアルすることになり、1990年（平成2年）10月14日、その後継番組『TOYOTA SUPER COUNTDOWN 50』がスタート。当時の放送時間は毎週日曜日 13:00 - 16:30。
出演者は上記の竹内アナと井上のコンビに加え、集計ルームから声優の森功至（1992年10月以降は同じく声優の遠藤武）がレポートを担当していた。

引き続きトヨタ自動車が冠スポンサーとなり番組構成は前番組をほぼ踏襲していたが、ベスト50の発表開始時刻がやや早まり、11位以下の注目曲は1コーラス程度流れるようになった。ベスト10発表時のオペレーターの拍手は開始当初廃止されていたが、その後復活した。リクエスト受付用の電話回線がNTTのINSネット1500ベースに切り替えられたことにより強化され、電話リクエストの番号末尾制限が前番組の「番号順」から1992年に「奇数・偶数」に緩和。放送日移動直前の1994年（平成6年）1月に末尾制限は廃止された。

さらに前番組で行われていた、紅白（男女別）での得点による勝敗制度 も廃止された。
『歌謡選抜』を放送していた地方局もパーソナリティや放送時間を継承して『TOYOTA SUPER COUNTDOWN 50』を放送したが、東海ラジオは後に自社制作のワイド番組編成開始で11:00 - 13:00の2時間番組となり、企画ネット局での時間統一が崩れている。

#### 文化放送以外の状況
- HBCラジオ（北海道放送）版は、『歌謡選抜』から引き続き、赤城敏正アナ・佐古千春のコンビでスタート。後に、藪淳一アナ・田村美香に引き継がれるが1994年3月で終了。トヨタ自動車の長時間提供枠も同時に消滅している。『TOYOTA SUPER COUNTDOWN 50』の終了後は、山崎英樹・前田華代子のコンビで『ベストテンほっかいどう日曜版』が放送され、『ベストテンほっかいどう日曜版』終了後のしばらくの間は日曜午後帯にランキング形式の音楽番組が放送されていなかったが、2001年4月から週1回の放送で『ベストテンほっかいどう21』が放送され、2004年（平成16年）のプロ野球北海道日本ハムファイターズ移転を受けて、プロ野球中継『サンデーファイターズ』か、ランキング形式ではない音楽番組『にちようサウンドボックス』の放送に移行。2012年からはナイターオフ期に『ベストテンほっかいどう』がワイド化される形が定着したが、2020年（令和2年）9月27日放送限りで打ち切りとなり、『ベストテンほっかいどう日曜版』立ち上げ以来49年間に渡った自社制作ヒットチャート番組の歴史に終止符が打たれた。

HBCラジオでは、1971年（昭和46年）の『ベストテンほっかいどう』立ち上げ当初は平日の16時からの放送で、それに加えて『週間ランキング』が土曜日午後の『ダイナミックサタデー』→『夢色土曜日』に内包されており、1988年（昭和63年）10月改編で夜ワイドに移行するまで全日のいずれかの時間帯に、また1999年（平成11年）までは土曜日を除く6曜日に自社制作のランキング番組が長年にわたって編成されていた。
- ラジオ大阪版は当初は前番組同様、立原啓裕と横山由美子のコンビでの放送であったが、1993年10月からは前塚厚志（現：前塚あつし）[8] と東田真美（現：マーミン・マヤ）のコンビに交代した。1994年に文化放送が『FRIDAY SUPER COUNTDOWN 50』に移行すると同時に『決定!オールジャパン・ザ・ベストヒット』（日曜 11:00 - 12:30）という90分番組に縮小、前塚・東田コンビもそのままに暫く継続されたが、『決定!オールジャパン・ザ・ベストヒット』と同時にスタートした中央競馬中継『ドラマティック競馬』の放送時間を事実上拡大するため、1997年4月改編で打ち切られた。文化放送版とは異なり、紅白（男女別）での得点による勝敗制度も『TOYOTA SUPER COUNTDOWN 50』の間は継続されたが『決定!オールジャパン・ザ・ベストヒット』には引き継がれず）。

### FRIDAY SUPER COUNTDOWN 50時代
1994年4月15日から、当時の帯番組であった『斉藤一美のとんカツワイド』の金曜版の位置づけとして『斉藤一美のとんカツワイド FRIDAY SUPER COUNTDOWN 50』（さいとうかずみのとんカツワイド フライデースーパーカウントダウン・フィフティ）となった。この時、企画ネット各局では『TOYOTA SUPER COUNTDOWN 50』が終了、これに伴いラジオ大阪は前述の通り『決定!オールジャパン・ザ・ベストヒット』に移行。日曜放送時と比較して1時間縮小されたこともあり、ゲストトークなどのコーナーは撤廃され、純粋にカウントダウンのみの番組となった。いわゆるスペシャルウィーク（聴取率調査週間）の実施週でも、プレゼントが通常より増強される程度で、番組内容には変更がない。

『斉藤一美のとんカツワイド』と同様にプロ野球中継『ライオンズナイター』が放送時間延長となった場合、当時は試合終了まで放送した関係でその分時間短縮となった。
1997年（平成9年）4月改編で『斉藤一美のとんカツワイド』の終了に伴い、番組名から『とんカツ』の文字が外れて『FRIDAY SUPER COUNTDOWN 50』となった。斉藤アナもスポーツ部へ配置転換のため降板し、田中雄望（現：田中雄介）と吉田涙子アナがパーソナリティを担当。2人はこの後2006年（平成18年）4月改編まで、番組歴代最長の9年間に渡ってコンビを組んだ。番組中に通算放送回数がアナウンスされていたが、これは『TOYOTA SUPER COUNTDOWN 50』となった1990年10月14日放送からの通算回数であり、第183回放送分から『FRIDAY SUPER COUNTDOWN 50』となっている。番組テーマ曲も『TOYOTA SUPER COUNTDOWN 50』から変更されていないが第500回より若干アレンジが変更された。
次の1997年10月改編では、『歌謡選抜』よりも前の1962年（昭和37年）から放送されてきた『全国歌謡ベストテン』が終了することになり、『全国歌謡ベストテン』をネットしていた地方局向けに当番組のランキング上位10曲のみを紹介する録音ダイジェスト番組『SUPER COUNTDOWN 10』が新たに立ち上げられた。こちらには田中は出演せず、吉田アナが1人で担当した。
1996年から1999年にはニッポン放送、TOKYO FM、FM-FUJI がそれぞれ金曜の同じ時間帯にカウントダウン番組をスタートさせ、一時期はNHK-FM を含めた5番組が乱立したが、本番組は当日受け付ける電話リクエストを最大の武器に、それら裏番組を軒並み短期間で終了に追い込み、首都圏民放ラジオ局を代表するヒットチャート番組として確固たる地位を築いた。2000年のBSQR489の開局時はBSQR489でも時差ネットされた。
2008年4月から『レコメン!』のパーソナリティであるK太郎（砂山アナ）が本番組のメインパーソナリティも担当したが、斉藤担当時代と違って『レコメン!』の冠は付かず、従来通り『FRIDAY SUPER COUNTDOWN 50』のままだった。『レコメン!』番組内では、報道系以外の速報（気象・交通情報）はK太郎自身が伝えるが、本番組では石田アナが担当した。
2008年8月15日放送分は電話リクエストの受付を行ったものの、番組自体は金曜日移動となってから初めて休止となった。これは、直前に放送していた北京オリンピック野球予選・日本対オランダ戦の中継（20時〜）に引き続いて、なでしこジャパンが出場した、北京オリンピックサッカー女子準々決勝・日本対中国戦を中継することが、急遽決まったためである。
スペシャルウィーク実施週であった2009年4月24日の放送は、新譜紹介コーナーを中断して、前日に公然猥褻の現行犯で逮捕され、放送当日に釈放されたSMAPの草彅剛の記者会見の模様をニュースの扱いで扇一平アナの担当で6分間放送した。同会見の模様は、直前枠の『ライオンズナイター』でも当日放送カードの「西武×ロッテ」が早く終了したため放送していたが、本番組内でも再度取り上げられた。コーナーを中断して速報以外のニュースを取り上げるのは、本番組では異例のことである。
2010年（平成22年）4月30日には放送回数1000回を迎えた。これを記念して、直後の5月4日・5日の2日間、試合開始時間の関係でライオンズナイターが放送されない夕方の時間帯に特別番組『センパツ! SUPER COUNTDOWN 50 1000回スペシャル』が放送され、『TOYOTA SUPER COUNTDOWN 50』以来19年6カ月・1000回分をまとめた歴代通算ベスト50を発表、年間ランキング1位獲得曲においての順位・ポイントは下記表を参照。
同年9月24日の放送で、『歌謡選抜』時代から35年に渡って行われていた電話リクエストが翌週（10月1日）の放送分で終了し、同年10月8日の放送からはEメールと携帯電話サイト・文化放送モバイルからのリクエストになると発表された。これにより、関東のラジオ局の夜間・深夜帯のリクエスト番組からの電リクが完全に無くなったことになる。
2011年（平成23年）3月11日は同日に発生した東日本大震災（東北地方太平洋沖地震）の緊急報道特番のため、放送休止と。翌週3月18日もランキング発表を休止し番組内容を変更、同日はK太郎1人で担当したほか震災関連のニュースも挿入した。急遽放送休止となったのは、『歌謡選抜』末期の昭和天皇崩御翌日の1989年（平成元年）1月8日以来となった。同年4月8日からは、秋田放送（ABSラジオ）への同時ネットがスタート（22:00 - 24:00のみ放送。同局は月 - 木曜の『レコメン!』も完全ネットしている）。

### スパカン! 時代
2012年（平成24年）4月6日の放送から番組が大きくリニューアルし、番組タイトルが『スパカン!』に改められた。パーソナリティに舞台俳優のムロツヨシが抜擢されたが、ムロの相方となる女性アシスタントが『歌謡選抜』立ち上げ以来37年目にして初めて付けられず、ムロは一人で2時間半の長丁場を仕切った。『FRIDAY SUPER COUNTDOWN 50』時代は、内容はチャート発表のみだったが、リニューアル後は、音楽バラエティ番組として、番組オリジナルの音楽チャートのカウントダウンを中心に、様々なコーナーで構成されリスナーからのメッセージを募集している他、『TOYOTA SUPER COUNTDOWN 50』以来18年ぶりにゲストコーナーが設けられた。
2013年（平成25年）4月5日からは2局目のネット局となるラジオ福島（rfc）への同時ネットがスタート。同年10月4日からは文化放送で20 - 21時台のベルト番組『オトナカレッジ』が編成された関係で、21時台の関東ローカル枠は撤廃。文化放送も22時開始となる。
2014年（平成26年）4月4日放送分からは、ムロ就任後の「総合音楽チャートバラエティプログラム」というコンセプトを守りつつ、その週の音楽のカウントダウンや、ゲストなど、音楽のみならず、いろんなエンターテインメントの情報を取り入れ、また、トーク番組として楽しめるコーナーも取り入れ、「週末の夜にふさわしい、総合エンタテインメントバラエティプログラムへ進化する」というポリシーが定められた。2年ぶりに女性アシスタントが復活し、元AKB48の大島麻衣が着任した。
2015年（平成27年）3月13日の放送にて、同月27日の放送を最後に終了すると発表され、『TOYOTA SUPER COUNTDOWN 50』から数えて25年、『決定!全日本歌謡選抜』からでは39年におよんだ歴史に終止符を打つことになった。『全国歌謡ベストテン』の前身として1953年（昭和28年）スタートの『今週の歌謡ベストテン』以来、62年間に渡った文化放送制作ヒットチャート番組の歴史が途絶えることも意味した。
2015年3月27日の最終回は、歴代最終パーソナリティにあたるムロの「俳優仲間」たちがゲスト出演して、25年にわたって続いてきた本シリーズのフィナーレを飾った。

### 復活特番
2022年4月1日、文化放送 開局70周年ウィークの一環として11:00 - 13:00に『SUPER COUNTDOWN 50 復活特番!』を放送。 。パーソナリティは砂山圭大郎アナが10年振りに担当した。後述の年間ランキング1位 獲得曲をフルコーラスで、2006年まで紹介。歴代のパーソナリティを務めた竹内、斉藤、吉田が番組にコメントを寄せた。

## 年間ランキング1位獲得曲
| 年度                      | 曲名                      | アーティスト名            | 最高位                    | 登場週数                  | ポイント                  | 1000回ランク              |
| TOYOTA SUPER COUNTDOWN 50 | TOYOTA SUPER COUNTDOWN 50 | TOYOTA SUPER COUNTDOWN 50 | TOYOTA SUPER COUNTDOWN 50 | TOYOTA SUPER COUNTDOWN 50 | TOYOTA SUPER COUNTDOWN 50 | TOYOTA SUPER COUNTDOWN 50 |
| ------------------------- | ------------------------- | ------------------------- | ------------------------- | ------------------------- | ------------------------- | ------------------------- |
| 1991年                    | はじまりはいつも雨        | ASKA                      | 3位                       | 32週                      | 1197                      | 1位（1197P）              |
| 1992年                    | 君がいるだけで            | 米米CLUB                  | 1位（2週連続）            | 25週                      | 906                       | 11位（906P）              |
| 1993年                    | Get Along Together        | 山根康広                  | 4位                       | 27週                      | 706                       | ランク外                  |
| FRIDAY SUPER COUNTDOWN 50 |                           |                           |                           |                           |                           |                           |
| 1994年                    | innocent world            | Mr.Children               | 1位（3週連続）            | 22週                      | 888                       | 15位（888P）              |
| 1995年                    | ロビンソン                | スピッツ                  | 4位                       | 28週                      | 769                       | 31位（769P）              |
| 1996年                    | You're my sunshine        | 安室奈美恵                | 1位（6週連続）            | 19週                      | 766                       | 32位（766P）              |
| 1997年                    | 硝子の少年                | KinKi Kids                | 1位（10週連続）           | 21週                      | 855                       | 17位（855P）              |
| 1998年                    | 青の時代                  | KinKi Kids                | 1位（9週連続）            | 20週                      | 832                       | 21位（832P）              |
| 1999年                    | LOVEマシーン              | モーニング娘。            | 1位（3週連続）            | 21週                      | 788                       | 8位（922P）               |
| 2000年                    | らいおんハート            | SMAP                      | 1位（10週連続）           | 22週                      | 1006                      | 2位（1147P）              |
| 2001年                    | PIECES OF A DREAM         | CHEMISTRY                 | 4位                       | 22週                      | 753                       | 40位（753P）              |
| 2002年                    | 大切なもの                | ロードオブメジャー        | 6位                       | 16週                      | 625                       | 18位（852P）              |
| 2003年                    | 世界に一つだけの花        | SMAP                      | 1位（12週連続）           | 20週                      | 859                       | 4位（1016P）              |
| 2004年                    | 瞳をとじて                | 平井堅                    | 3位                       | 28週                      | 891                       | 13位（891P）              |
| 2005年                    | さくら                    | ケツメイシ                | 2位                       | 18週                      | 762                       | 35位（762P）              |
| 2006年                    | 純恋歌                    | 湘南乃風                  | 3位                       | 17週                      | 649                       | ランク外                  |
| 2007年                    | weeeek                    | NEWS                      | 1位（3週連続）            | 10週                      | 453                       | ランク外                  |
| 2008年                    | そばにいるね              | 青山テルマ feat. SoulJa   | 8位                       | 18週                      | 607                       | ランク外                  |
| 2009年                    | Believe                   | 嵐                        | 1位（10週連続）           | 17週                      | 713                       | ランク外                  |
| 2010年                    | Troublemaker              | 嵐                        | 1位（通算6週）            | 16週                      | 670                       | -                         |
| 2011年                    | マル・マル・モリ・モリ!   | 薫と友樹、たまにムック。  | 4位                       | 32週                      | 800                       | -                         |

- 2003年の年間1位、SMAP「世界に一つだけの花」の12週連続1位は、スパカンの連続トップ最高記録である。
- 21世紀に入ってからの年間ランキングでは、レギュラーチャートで、1位を獲得した曲よりも、長期間ランクインした曲が有利になるため1位を獲得できなかった曲が年間1位を獲得するケースが多くなっている。特に、2008年は602ポイントで年間2位だった嵐「truth」とは5ポイント差だった。

## 関連番組
- SUPER COUNTDOWN 10（火曜会製作、1997年10月〜2006年3月まで放送）
- ampmカウントダウンサンデー（文化放送で、2000年4月9日〜2002年3月24日まで放送）
- SOMETHING DREAMS マルチメディアカウントダウン（文化放送で、1995年4月15日〜2002年10月5日まで放送。アニメ・ゲーム関連の曲のチャート番組、通称「ドリカン」）
  - A&Gメディアステーション こむちゃっとカウントダウン（文化放送で、2002年10月12日〜2023年3月25日まで放送。アニメ・ゲーム・声優・特撮関連の曲のチャート番組。ドリカンの後継番組）